# Fulvio Orsini
Fulvio Orsini (Roma, 11 de dezembro de 1529 — Roma, 18 de maio de 1600) foi um humanista, historiador e arqueólogo italiano do final do Renascimento.

## Importância cultural
Membro da família Orsini, uma das mais antigas, ilustradas e por vários séculos mais poderosos clãs romanos, cujas origens, abstraindo-se os aspectos lendários, parece remontar até um certo Ursus de Paro, registrado em Roma no ano de 998.
Orsini era provavelmente filho natural de Maerbale Orsini, da linhagem de Mugnano. Rejeitado pelo pai quando tinha a idade de 9 anos, encontrou refúgio junto aos meninos do coro de S. João Lateran, e sob proteção do cônego Gentili Delfini. Aplicou-se com afinco nos estudos dos idiomas antigos, tendo publicado uma nova edição de Arnobius e do Septuagint, escrevendo trabalhos sobre a História de Roma.
Orsini reuniu uma grande coleção de antigüidades, e construiu uma rica coleção de manuscritos e e livros que, posteriormente, tornaram-se parte da biblioteca do Vaticano. Tornou-se também amigo e protetor de El Greco, quando o pintor esteve em Roma (1570-77). Sua coleção de obras do artista incluiu sete quadros (dentre os quais a "Visão do Monte Sinai" e um retrato de Clovio).